# Beeston (Bedfordshire)
Pour l’article homonyme, voir Beeston.
Beeston est un hameau d'Angleterre situé dans le Central Bedfordshire. Il dépend de la petite ville de Sandy, dont il est séparé par le cours de l'Ivel.
Beeston dispose d'une chapelle méthodiste construite en 1865.